# Vakcína CureVac proti covidu-19
Vakcína CureVac proti covidu-19 je kandidátní vakcínou proti covidu-19 vyvinutá německou firmou CureVac a Koalicí pro inovativní epidemickou připravenost. Jde o RNA vakcínu, podobnou jako je vakcína Pfizer–BioNTech nebo vakcína Moderna proti covidu-19. Od dubna 2021 probíhá Fáze III klinických studií. Navrhovaný mezinárodní nechráněný název je zorecimeran a navrhované obchodní jméno CVnCoV. V únoru 2021 zahájila Evropská léková agentura průběžný přezkum vakcíny.
Vakcína vykázala v klinických studiích III. fáze nepříliš uspokojivé výsledky s 47% účinností. V říjnu 2021 CureVac stáhl svou žádost o předběžný přezkum vakcíny u Evropská léková agentury a oznámil, že zaměří své úsilí na jiný program vývoje vakcín.

## Princip
Jedná se o RNA vakcínu (mRNA), kdy molekula mRNA je předpisem pouze pro výrobu hrotového proteinu (bílkoviny) v buňkách očkovaného organizmu (neinteraguje s DNA v jádře buňky – lidským genomem). Právě pomocí hrotového proteinu virus infikuje buňku, a protože se jedná o povrchový protein, je podle něj možné virus identifikovat. Toho se využívá při očkování – imunitní systém očkovaného se naučí rozlišovat skutečný virus a při infekci proti němu vyvolat imunitní reakci.
Tato vakcína používá nemodifikovanou mRNA, čímž se liší od vakcíny Pfizer–BioNTech proti covidu-19 a vakcíny Moderna proti covidu-19, které obě používají nukleosidem modifikovanou RNA.

## Nakládání
Vakcíny mRNA vyžadují důkladné chlazení (zajištěný řetězec chladu) během výroby, distribuce a skladování.
Vakcína je stabilní minimálně 3 měsíce při teplotě 5 °C, protože nemodifikovaná mRNA je méně citlivá na hydrolýzu.

### Výroba a dodávky
Německá společnost CureVac podepsala 6. července 2020 s Evropskou investiční bankou smlouvu o půjčce ve výši 75 milionů eur na vývoj a velkovýrobu očkovacích látek.  
Na základě předběžné dohody o nákupu mezi Evropskou unií a CureVacem (smlouva z 19. listopadu 2020), mohly členské státy EU pořídit až 225 milionů dávek očkovací látky (s možností zažádat o dalších až 180 milionů dávek) ve chvíli, kdy by se prokázala bezpečnost a účinnost vakcíny. CureVac plánoval vyrobit 300 milionů dávek vakcíny v roce 2021, v roce 2022 až 600 milionů dávek. Smlouva byla vypovězena v říjnu 2021 po stažení vakcíny z předběžného přezkumu u Evropské lékové agentury.

### Klinický výzkum

#### Fáze I-II
V listopadu 2020 společnost CureVac oznámila výsledky klinické studie fáze I-II, že tato vakcína byla dobře tolerována, bezpečná a vyvolala silnou imunitní odpověď.

#### Fáze III
V prosinci 2020 zahájil CureVac klinickou studii fáze III s 36 500 účastníky.
V únoru 2021 zahájila Evropská léková agentura průběžný přezkum vakcíny. Ten samý přezkum započal v dubnu 2021 ve Švýcarsku.
Společnost Bayer poskytne klinickému hodnocení podporu a mezinárodní logistiku pro fázi III a může se podílet na případné výrobě, pokud se vakcína ukáže jako bezpečná a účinná.
Vakcína vykázala v klinických studiích III. fáze nepříliš uspokojivé výsledky s 47 % účinností. Podle podrobnějších výsledků se v testované skupině (228 pacientů) objevilo 15 variant viru. V 51 % případů šlo o varianty vyvolávající obavy (VOC), v 35 % varianty vyvolávající zájem (VOI), v 11 % o další varianty a pouze v 3 % o původní variantu viru. Za všechny věkové skupiny byla prokázána 48 % účinnost proti onemocnění. Ve věkové skupině 18 až 60 let byla šlo o 53 % účinnost proti onemocnění, 77% účinnost proti střednímu a těžkému průběhu nemoci. Hospitalizace ani úmrtí se v této věkové skupině nevyskytly.
V říjnu 2021 CureVac stáhl svou žádost o předběžný přezkum u Evropská léková agentury a oznámil, že zaměří své úsilí na jiný program vývoje vakcín.